# Mésanger
Mésanger är en kommun i departementet Loire-Atlantique i regionen Pays de la Loire i nordvästra Frankrike. Kommunen ligger i kantonen Ancenis som tillhör arrondissementet Ancenis. År 2022 hade Mésanger 4 681 invånare.

## Befolkningsutveckling
Antalet invånare i kommunen Mésanger
| Referens: INSEE |